# Невозможное (фильм)
«Невозможное» (англ. The Impossible, исп. Lo imposible) — англоязычный испанский художественный фильм-катастрофа 2012 года о землетрясении в Индийском океане 2004 года. Исполнительница главной роли Наоми Уоттс за актёрскую работу в ленте выдвигалась на награды «Оскар» и Американской Гильдии киноактёров в категории «Лучшая актриса», а также на премию «Золотой глобус» в категории «Лучшая актриса в драматическом фильме». Фильм — лауреат испанской национальной кинопремии «Гойя» за 2012 год в пяти категориях, в том числе за лучшую режиссёрскую работу. Эта картина стала актёрским дебютом в кино для англичанина Тома Холланда, который за исполнение роли Лукаса Беннета получил награды Лондонского кружка кинокритиков в категории «Самый многообещающий молодой английский актёр» и Американского Национального совета кинокритиков в категории «Прорыв года», а также был удостоен премии «Молодой актёр» в категории «Лучший молодой актёр в художественном фильме».

## Сюжет
Фильм описывает события 2004 года, когда незадолго до цунами, унёсшего жизни более 230 тыс. человек, семья из пяти человек (родители и трое сыновей), приезжают в Таиланд на отдых. Стихия застаёт всех врасплох.
Отец семейства Генри (Юэн Макгрегор) купается в бассейне с двумя своими младшими сыновьями. Его супруга Мария (Наоми Уоттс) читает книгу, расположившись на шезлонге. Через несколько мгновений мощная волна накатывает на отдыхающих и, сметая всё на своём пути, мутным потоком уносит за собой героев фильма.
Приложив нечеловеческие усилия, Марии удаётся вынырнуть на поверхность и ухватиться за ствол дерева. В проносящемся мимо потоке она обнаруживает своего старшего сына Лукаса, бросается за ним и спасает его. Впоследствии они вызволяют из-под обломков ребёнка и ждут помощи на дереве. Местные жители находят героев и отвозят в больницу. Во время переезда найденный под обломками мальчик отстает от Марии и Лукаса. В больнице героине оказывают первую помощь, однако её состояние ухудшается. Она просит своего сына хоть чем-то помочь окружающим людям. Лукас составляет список пропавших людей и помогает одному мужчине найти его сына. Возвращаясь к матери, Лукас находит её койку пустой. Работник больницы отводит его в детскую палатку и клеит наклейку с именем.
Генри с двумя младшими сыновьями выжили и вместе с остальными жителями отеля ждут помощи на крыше. К вечеру приезжают машины, которые отвезут людей в безопасное место. Генри отказывается ехать, так как хочет остаться и поискать жену и старшего сына. Он отправляет детей вместе со знакомыми и просит восьмилетнего Томаса, среднего из сыновей, позаботиться о младшем Саймоне. Поиски ни к чему не приводят. В измученном состоянии Генри отвозят в один из пунктов спасения, где он делится своей историей. Один из выживших позволяет воспользоваться своим телефоном и предлагает вместе искать пропавших членов их семей. Обойдя несколько пунктов спасения, Генри узнает, что Саймона и Томаса забрали у его знакомых и увезли вместе с другими детьми.
Действие снова переносится в больницу. Лукаса просят опознать вещи, но он слишком напуган и не дает точных ответов. Тогда его отводят к матери. Оказывается, кто-то перепутал карточки его мамы и ещё одного пациента. Мальчик замечает силуэт отца, однако ему не удается его догнать. Его крики слышат Саймон и Томас, чья машина ненадолго остановилась возле больницы. Они узнают голос старшего брата и бегут ему навстречу, вслед за ними появляется и отец.
Марии делают операцию, которая проходит успешно. Страховщик отправляет травмированную Марию Беннетт в сопровождении семьи в Сингапур для продолжения лечения. В самолёте Лукас рассказывает маме, что пока он помогал людям, он видел мальчика, спасенного ими из-под обломков, вместе с его отцом.

## В ролях
- Наоми Уоттс — Мария Беннетт (María Bennett)
- Юэн Макгрегор — Генри Беннетт (Henry Bennett)
- Том Холланд — Лукас Беннетт (Lucas Bennett), 13 лет
- Сэмюэл Джослин — Томас Беннетт (Thomas Bennett), 7,5 лет
- Оакли Пендергаст — Саймон Беннетт (Simon Bennett), 5 лет
- Марта Этура — Симона (Simone)
- Шенке Мёринг[нем.] — Карл Швебер (Karl Schweber)
- Джеральдина Чаплин — пожилая женщина, рассказывающая Томасу о звёздах после цунами
- Дуглас Йоханссон[швед.] — Мистер Бенстром (Mr. Benstrom)

## История создания
Фильм основан на реальной истории бывшего доктора из Испании Марии Белён Альварес, которая в декабре 2004 года отдыхала в Таиланде с мужем Энрике (Кике) и сыновьями Лукасом (12), Томасом (8) и Симоном (5). Все пятеро пережили цунами, но Мария получила множественные внутренние травмы и чуть не умерла. Она лично выбрала Наоми Уоттс (которая была её любимой актрисой, после того, как Мария увидела её в фильме «21 грамм») на главную роль, хотя изображённая в фильме семья Беннет является британской, и проводила с ней много времени на съёмочной площадке, помогая готовиться к роли. Мария также много времени проработала со сценаристом фильма Серхио Г. Санчесом, следя за тем, чтобы её история была передана как можно точнее. Премьера фильма состоялась 9 сентября 2012 года, в России фильм вышел в прокат 14 февраля 2013 года.

## Награды и номинации
- 2012 — премия Национального совета кинокритиков США за прорывное исполнение мужской роли (Том Холланд).
- 2013 — номинация на премию «Оскар» за лучшую женскую роль (Наоми Уоттс).
- 2013 — номинация на премию «Золотой глобус» за лучшую женскую роль — драма (Наоми Уоттс).
- 2013 — 5 премий «Гойя»: за лучшую режиссуру (Хуан Антонио Байона), лучший монтаж (Элена Руис, Бернат Вильяплана), лучшее руководство производством (Сандра Эрмида), лучший звук (Ориоль Тарраго, Марк Ортс, Питер Глоссоп) и спецэффекты (Феликс Берхес, По Коста). Кроме того, лента была номинирована в 9 категориях.
- 2013 — 4 номинации на премию «Сатурн»: лучший фильм в жанре хоррор/триллер, лучшая актриса (Наоми Уоттс), лучший молодой актёр (Том Холланд), лучший грим (Давид Марти, Васит Сучитта, Монтсе Рибе).
- 2013 — номинация на премию Гильдии киноактеров США за лучшую женскую роль (Наоми Уоттс).
- 2013 — 2 номинации на премию Европейской киноакадемии: лучший фильм по мнению зрителей и лучшая женская роль (Наоми Уоттс).